# Frància Occidental
Frància Occidental o amb el seu nom llatí Francia Occidentalis va ser el territori sota control de Carles II el Calb (840-877) després del Tractat de Verdun de 843, que va dividir l'Imperi Carolingi dels francs en Oriental, Occidental i Mitjana. És la precursora de la França moderna. També era coneguda com a Regne Franc Occidental.
Estava dividida en grans feus: Aquitània, Bretanya, Borgonya, Flandes, Gascunya, Gòtia (Catalunya i Septimània), l'Illa de França i comtat de Tolosa. Després de 987, el regne va començar a anomenar-se França, degut al fet que la nova dinastia governant (els capet) eren originalment ducs de l'Illa de França.

## El Tractat de Verdun de 843
La Frància Oriental fou la terra de Lluís el Germànic després del Tractat de Verdun de l'any 843, que dividí l'Imperi Carolingi dels francs entre l'est, l'oest i el mig. Va ser el precursor del Sacre Imperi Romanogermànic i de la moderna Alemanya. També era coneguda com a regne dels francs de l'est. Si es considera que l'inici del Sacre Imperi Romanogermànic va tenir lloc amb la dinastia Otoniana, el regne de la Frància Oriental durà del 843 fins a la coronació del duc Enric I de Saxònia el 919. Més usualment, es considera que l'imperi comença el 962, amb l'entronització d'Otó el Gran (translatio imperii).

## Decadència de l'Imperi Franc
Després de la mort de Lotari II el 869, hi foren afegides algunes parts del Regne de Lotaríngia. Aquest repartiment va durar fins a la caiguda de la dinastia Hohenstaufen (1268). El regne dels francs orientals només va mantenir el nom de Frància sota els carolingis, que el van emprar per designar dues regions, la poblada originàriament per francs, Frància del Rhin (Rheinfranken) o Lotaríngia, i la colonitzada per aquests, Frància del Main, o Francònia (Mainfranken). Des del segle x, la Frància Oriental es conegué també com a regnum teutonicum ('regne teutònic' o 'regne d'Alemanya'), terme prevalent en temps sàlics.

### Carolingis francs occidentals
Lluís el Germànic havia obtingut la part més petita i menys desenvolupada de l'Imperi Carolingi, però podia exercir els seus drets a partir de la investidura dels bisbes. Va fer dels palaus reials de Ratisbona i Frankfurt del Main els principals centres del seu poder. Mitjançant la seva política matrimonial, va intentar vincular la seva família amb l'aristocràcia local.
Quan Lluís el Pietós va morir el 840 va esclatar una nova guerra civil en la que Carles el Calb es va aliar amb Lluís el Germànic en contra les pretensions del fill gran, Lotari I. Lotari va ser derrotat el 25 de juny de 841 a la batalla de Fontenoy-en-Puisaye i els vencedors van segellar la seva aliança contra el seu germà Lotari I amb els Juraments d'Estrasburg el 14 de febrer de 842, on es troba el primer testimoniatge d'una llengua romanç parlada a França. Després de tres anys de conflicte finalment es va signar el tractat de Verdun, l'agost de 843, pel qual l'Imperi Carolingi es dividia en tres parts: Carles rebia la Frància Occidental , Lotari la Frància Mitjana, i Lluís la Frància Oriental. Va cristianitzar els eslaus cap a l'est, amb bateig massiu dels nobles de Bohèmia el 845 i el 846 va organitzar un exèrcit per anar a la Gran Moràvia i instal·lar el príncep cristià Ratislau. La colonització germànica dels territoris poblats per poblacions eslaves (wends) a l'est es va aturar a la vora dels rius Elba i Saale (Marca Soraba).

### El Tractat de Prüm de 855
A la mort de Lotari I el 855, el regne de Frància Mitjana va ser dividit entre els seus fills pel Tractat de Prüm, pel que Lluís II d'Itàlia va rebre la corona imperial i Itàlia, Carles de Provença esdevingué rei de Provença (Baixa Borgonya i Provença pròpiament dita), Lotari II de Lotaríngia va rebre un territori que va passar a ser anomenat Lotharii Regnum (Lotaringia) compost per Austrasia (la part central encara controlada pel seu pare després de Verdun), Frísia i l'Alta Borgonya, mentre que Lluís el Germànic va mantenir Frància Oriental i Carles el Calb Frància Occidental. Lotari II va cedir les parts del sud-est de l'Alta Borgonya als seus germans Carles de Provença, que va rebre els bisbats de Belley i Tarentaise el 859, i Lluís II d'Itàlia els bisbats de Ginebra, Lausana i Sió un any més tard. Carles de Provença va morir sense hereus el 863, i el seu regne es va repartir entre Lotari II, que només va rebre les parts occidentals de la Baixa Borgonya (bisbats de Lió, Vienne, Vivarais i Uzès) que limitaven amb la seva Alta Borgonya occidental (restes de les seves possessions originals de Borgonya), i Lluís II va rebre la resta del Regne de Provença.

### El Tractat de Meerssen de 870
El Tractat de Meerssen de 870 va tornar a dividir l'Imperi carolingi en tres parts, dividint la Frància Mitjana des de la vall del Roine fins al mar del Nord entre Lluís el Germànic i Carles II el Calb. Lluís el Germànic va rebre la part part oriental de l'Austràsia de Lotari incloent Aquisgrà i Metz, i la major part de Frísia, tot i que gran part de la costa frisona estaven sota control víking, i al sud la major part de l'Alta Borgonya que havia quedat a Lotari. Carles va rebre la Baixa Borgonya, incloent Lió i Viena i una petita part occidental de l'Alta Borgonya, Portois i Varais, incloent Besançon. La frontera transcorregué aproximadament al llarg dels rius Mosa, Ourthe, Mosel·la, Saona i Roine. Després de la mort del fill de Lotari, Lluís II d'Itàlia, emperador des del 855, Carles el Calb va trobar el suport del papa Joan VIII i es va fer coronar emperador el 875. Lluís el Germànic va morir l'any 876. Carles el Calb va signar la Capitular de Quierzy el 877, que feia hereditaris els honors comtals.
A la mort de Carles II el 877, el seu fill Lluís el Tartamut va ser coronat rei dels francs per l'arquebisbe Hincmar de Reims el 8 de desembre del 877 a Compiègne, però no emperador. L'any 878, poc després de la seva coronació, es va aliar amb Bosó comte de Vienne i amb Hug, marquès de Nèustria, comte de Tours, d'Angers i d'Auxerre, abat laic de Saint-Germain d'Auxerre, de Saint-Julien d'Auxerre, de Saint-Aignan d'Orléans, de Saint-Riquier, de Saint-Bertin, de Saint-Martin de Tours, de Saint-Vaast d'Arras i de Sainte-Colombe de Sens, i arquebisbe de Colònia el 864 contra el rebel Bernat de Gòtia al qual va aconseguir sotmetre. L'11 de setembre del 878 el rei procedí a expropiar a Bernat dels seus honors. Thierry o Teodoric, el cambrer reial va rebre Autun; Plantapilosa el Berry i Septimània; i Guifré I d'Urgell i Cerdanya va rebre Barcelona i Girona, i el seu germà Miró el Vell de Conflent, el Rosselló. Bernat va resistir a Autun fins al 879.

### El Tractat de Ribemont de 880
A la mort de Lluís el Tartamut el 879 Lluís III de França i el seu germà Carloman II van repartir-se el territori del seu pare, i mentre Lluís es va quedar amb Nèustria i Austràsia, Carloman ho va fer amb Borgonya i Aquitània. Després de la proclamació de Bosó de Provença com a rei de Borgonya l'octubre del 879 i les ofensives vikingues, a canvi de la neutralitat de Lluís III d'Alemanya, que es preparava per recuperar els territoris de la Lotaríngia que li havien pres al seu pare en el tractat de Meerseen, van signar el Tractat de Ribemont accedint a la petició de Lluís III d'Alemanya i redefinir novament les fronteres del que fou l'imperi Carolingi per així afrontar la lluita contra Bosó. Lluís III va morir el 5 d'agost del 882 i el seu germà Carloman va haver de governar en solitari des de llavors però el 884 va morir sense fills.

### Reunificació del regne franc
A la mort de Carloman II, l'emperador Carles el Gras, que governava la Frància Oriental, va ser cridat per assumir la regència del regne de Frància i va proposar a Bosó de reconèixer-lo com a rei de Provença sota la simple condició de fer-li homenatge. El 885 va haver de fer front a una nova incursió vikinga que va posar setge a París, i va acabar pagant set-centes lliures de plata als vikings perquè marxessin. Aquestes accions van afectar molt el prestigi de Carles, i fou obligat a abdicar el 17 de novembre de 887. Es va retirar a Suàbia, on va morir sis setmanes després, el 13 de gener de 888. Amb la seva deposició i mort l'Imperi Carolingi es va desintegrar definitivament. Va ser succeït pel robertí Odó a la Frància Occidental, Arnulf de Caríntia a la Frància Oriental, Berenguer de Friul a Itàlia, i Rodolf a Borgonya. El títol imperial va quedar uns anys vacant.
A la mort d'Odó va ser escollit rei Carles el Simple, que va haver de lluitar contra els grans del regne, sobretot contra Gilbert de Lorena, Raül de Borgonya i Robert, el germà d'Odó, i els rebels el 922 van triar rei a Robert, coronat a Reims. Carles va rebutjar la destitució i va contraatacar des de la Lorena, i el 15 de juny del 923, durant la batalla de Soissons, mor Robert, però el seu fill Hug el Gran arenga els soldats mostrant-los el cadàver del seu pare i finalment venç Carles però va declinar la corona, deixant-la al seu cunyat Raül de Borgonya, que regnà fins al 936, després al fill de Carles el Simple, Lluís IV de França.

## Els Capets
A la mort sense successió del carolingi Lluís V, el 987, Hug Capet va ser escollit rei de França i els seus descendents van ser els capets.